# CD Alcoyano
A CD Alcoyano, teljes nevén Club Deportivo Alcoyano egy spanyol labdarúgócsapat. A klubot 1929-ben alapították, jelenleg a harmadosztályban szerepel.

## Története
A klubot 1929-ben alapították két városi klub, a Levante és a Racing egyesítésével. Négy évvel később csatlakozott a spanyol labdarúgó-szövetséghez.
A másodosztályba először 1942-ben jutott fel, három évvel később pedig már az első osztályban játszhatott. 1951-ig sokat ingázott a két osztály között, végül 1954-ben a másodosztályból is kiesett. Legsikeresebb első osztályú szezonja egyébként az 1947-48-as volt, amikor tizedikként megelőzte többek között a Real Madridot is.
Az 50-es évek második felétől kezdve leginkább a Tercera Divisiónban szerepelt, néhány másodosztályú idénytől eltekintve. 1977-ben létrehozták Spanyolországban a Segunda B-t, így a Tercera División ekkortól kezdve már csak a negyedosztály szerepét töltötte be. Az Alcoyano a változás idején nem váltott osztályt. Az újonnan létrejött harmadosztályba először 1982-ben jutott fel, és bár azóta többször végzett elvi feljutást érő helyen, a rájátszásokat sosem sikerült sikerrel abszolválnia.

## Jelenlegi keret
| #  |                   | Poszt | Név              |
| -- | ----------------- | ----- | ---------------- |
| 1  | ESP               | K     | Fernando Maestro |
| 2  | ESP               | V     | Jorge Barrena    |
| 3  | ESP               | V     | Manuel Carrión   |
| 4  | ESP               | KP    | Xavi Molina      |
| 5  | ESP               | V     | Joan Castillo    |
| 6  | ESP               | KP    | Sergio Alcolea   |
| 7  | ESP               | V     | Javier Carpio    |
| 8  | ESP               | KP    | Jordi Carrión    |
| 9  | Egyenlítői-Guinea | CS    | Raúl Fabiani     |
| 10 | ESP               | CS    | Víctor Curto     |
| 11 | ESP               | KP    | Jonathan Rivera  |

| #  |     | Poszt | Név             |
| -- | --- | ----- | --------------- |
| 14 | ESP | KP    | Juan Ufarte     |
| 15 | ESP | KP    | Adrià           |
| 16 | ESP | KP    | Diego Jiménez   |
| 17 | ESP | V     | Luis Verdú      |
| 19 | ESP | CS    | Alex Torrella   |
| 20 | ESP | V     | Berna           |
| 21 | ESP | V     | Fernando Martín |
| 22 | ESP | KP    | Jorge Devesa    |
| 23 | ESP | CS    | Jara            |
| 30 | ESP | K     | Dorronsoro      |

## Statisztika
| Szezon  | Osztály    | Poz. | Copa del Rey |
| ------- | ---------- | ---- | ------------ |
| 1941/42 | Regionális | —    |              |
| 1942/43 | 2ª         | 8.   |              |
| 1943/44 | 2ª         | 4.   |              |
| 1944/45 | 2ª         | 1.   |              |
| 1945/46 | 1ª         | 13.  |              |
| 1946/47 | 2ª         | 1.   |              |
| 1947/48 | 1ª         | 10.  |              |
| 1948/49 | 1ª         | 13.  |              |
| 1949/50 | 2ª         | 1.   |              |
| 1950/51 | 1ª         | 15.  |              |
| 1951/52 | 2ª         | 3.   |              |
| 1952/53 | 2ª         | 7.   |              |
| 1953/54 | 2ª         | 14.  |              |
| 1954/55 | 3ª         | 1.   |              |
| 1955/56 | 3ª         | 4.   |              |
| 1956/57 | 3ª         | 1.   |              |
| 1957/58 | 2ª         | 18.  |              |
| 1958/59 | 3ª         | 5.   |              |

| Szezon  | Osztály    | Poz. | Copa del Rey |
| ------- | ---------- | ---- | ------------ |
| 1959/60 | 3ª         | 6.   |              |
| 1960/61 | 3ª         | 3.   |              |
| 1961/62 | 3ª         | 2.   |              |
| 1962/63 | 3ª         | 2.   |              |
| 1963/64 | 3ª         | 9.   |              |
| 1964/65 | 3ª         | 3.   |              |
| 1965/66 | 3ª         | 6.   |              |
| 1966/67 | 3ª         | 1.   |              |
| 1967/68 | 2ª         | 3.   |              |
| 1968/69 | 2ª         | 13.  |              |
| 1969/70 | 3ª         | 3.   |              |
| 1970/71 | 3ª         | 6.   |              |
| 1971/72 | 3ª         | 4.   |              |
| 1972/73 | 3ª         | 7.   |              |
| 1973/74 | 3ª         | 16.  |              |
| 1974/75 | Regionális | —    |              |
| 1975/76 | Regionális | —    |              |
| 1976/77 | Regionális | —    |              |

| Szezon  | Osztály | Poz. | Copa del Rey |
| ------- | ------- | ---- | ------------ |
| 1977/78 | 3ª      | 4.   |              |
| 1978/79 | 3ª      | 4.   |              |
| 1979/80 | 3ª      | 10.  |              |
| 1980/81 | 3ª      | 5.   |              |
| 1981/82 | 3ª      | 1.   |              |
| 1982/83 | 2ªB     | 7.   |              |
| 1983/84 | 2ªB     | 8.   |              |
| 1984/85 | 2ªB     | 8.   |              |
| 1985/86 | 2ªB     | 5.   |              |
| 1986/87 | 2ªB     | 12.  |              |
| 1987/88 | 2ªB     | 10.  |              |
| 1988/89 | 2ªB     | 9.   |              |
| 1989/90 | 2ªB     | 4.   |              |
| 1990/91 | 2ªB     | 4.   |              |
| 1991/92 | 2ªB     | 9.   |              |
| 1992/93 | 2ªB     | 14.  |              |
| 1993/94 | 2ªB     | 9.   |              |

| Szezon  | Osztály | Poz. | Copa del Rey |
| ------- | ------- | ---- | ------------ |
| 1994/95 | 2ªB     | 8.   |              |
| 1995/96 | 2ªB     | 17.  |              |
| 1996/97 | 3ª      | 1.   |              |
| 1997/98 | 3ª      | 7.   |              |
| 1998/99 | 3ª      | 3.   |              |
| 1999/00 | 3ª      | 12.  |              |
| 2000/01 | 3ª      | 17.  |              |
| 2001/02 | 3ª      | 10.  |              |
| 2002/03 | 3ª      | 5.   |              |
| 2003/04 | 3ª      | 2.   |              |
| 2004/05 | 2ªB     | 7.   |              |
| 2005/06 | 2ªB     | 5.   |              |
| 2006/07 | 2ªB     | 3.   |              |
| 2007/08 | 2ªB     | 9.   |              |
| 2008/09 | 2ªB     | 1.   |              |
| 2009/10 | 2ªB     | 4.   |              |
| 2010/11 | 2ªB     | —    | 2. kör       |

## Ismertebb játékosok
- Anselmo
- Sergio Barila
- Raúl Fabiani
- Dragan Isailović
- Antonio Calpe
- Carlos Calvo
- Giovanni Pérez
- Miku

## Ismertebb vezetőedzők
- Juande Ramos
- Manuel Ruiz Sosa

## Külső hivatkozások
- Hivatalos weboldal (spanyolul)
- Futbolme (spanyolul)